# Беркос, Питер
Питер Беркос (англ. Peter Berkos; 15 августа 1922, Сисеро, Иллинойс — 2 января 2024, Ранчо-Бернардо, Калифорния) — американский звукорежиссёр. Лауреат премии «Оскар» за особые достижения. Известен также как борец за признание заслуг звукорежиссёров в кинематографе.

## Биография
Питер Беркос родился 15 августа 1922 года в Сисеро, штат Иллинойс. Вырос в Чикаго в многодетной семье со своим братом-близнецом Полом и четырьмя сестрами.
Во время Второй мировой войны служил в Военно-воздушных силах США (его брат Пол в это время служил в Европе), был радистом в эскадрилье ночных истребителей и чудесным образом выжил в крушении самолёта «Чёрная вдова», в результате которого погиб его пилот. По окончании войны изучал кино в Колумбийском колледже в Чикаго, куда поступил по льготе в соответствии с Законом о правах военнослужащих. Тогда только что основанный колледж находился в стадии становления. Позднее вспоминал: «Телевидение было настолько новым, что мы использовали коробку на штативе в качестве камеры и рулон туалетной бумаги в качестве объектива». В колледже определили его дальнейшую деятельность, преподаватель драматического искусства, Элин Нефф, направила его в режиссуру, другой преподаватель, актёр и режиссёр, Гилберт Фергюсен, отговорил бросить учёбу на первом курсе. Начало работы заключалось в том, что он топал в песочницах и громко закрывал двери для прямых радиопостановок в Хайнсе, штат Иллинойс.
По окончании колледжа, вдохновлённый книгой 1950 года о закулисье «История фильма» Доре Шари, вместе со своей женой, Салли Энн, и двумя сокурсниками, Сэмом Рейнольдсом и Сэмом Бернардом, Беркос (они стали коллегами и друзьями на всю жизнь) отправился в Голливуд, где начал работать клерком на складе «Universal Studios» и постепенно продвигался по карьерной лестнице. Отработал на складе, в офисах, в редакции около трёх лет, в конце концов он дорос до роли главного редактора, по другим сведениям, начав как ученик кладовщика в Universal, он уже через два месяца был повышен до звукорежиссёра из-за огромного количества фильмов, которые снимались на студии.
Работал звукорежиссёром в Голливуде с 1956 по 1987 год. Работа заключалась в создании звуковых эффектов, и обычно у него была команда не менее пяти человек, которые собирали саундтреки. Ему особенно нравилось быть один на один с актёрами и режиссёрами при перезаписи диалогов, работая звукорежиссером над фильмом «Печать зла» он сотрудничал с голливудской легендой Орсоном Уэллсом. В середине 1960-х годов в течение двух месяцев наставлял начинающего молодого режиссёра, желавшего понять монтаж звука, Стивена Спилберга (тогда было 19 лет). Позднее вспоминал Стивена, как самого большого энтузиаста кино, которого когда-либо встречал в жизни: тот приходил утром, ещё до открытия монтажной, и ждал прихода наставника, при том никогда не хотел делать перерыв на обед.
За свою тридцатилетнюю карьеру Питер Беркос принял участие в работе над более чем 300 фильмами (к сожалению, часто его имя не указывалось в титрах, впервые появился в титрах фильма «Автомойка» 1976 года). Наивысшим достижением в его работе звукорежиссёром стало получение им премии «Оскар за особые достижения» за фильм «Гинденбург» в 1975 году, торжественная церемония прошла в 1976 году. Работа над фильмом шла трудно, Беркос воссоздал звук двигателей цеппелина, записав запуск самолета-амфибии PBY Catalina на полной мощности, однако, сделав шесть или семь попыток создать нужный звуковой эффект, Питер так и не смог найти идеальный вариант для скрипов и стонов алюминиевого каркаса «Гинденбурга». Обдумывая ситуацию, он откинулся назад и неожиданно для себя услышал скрип стула, на котором сидел, этот скрип и был записан для фильма. Для «Battlestar Galactica» на канале ABC в 1978 году Беркос создал синтезированный голос для смертоносных центурионов Сайлонов с помощью вокодера, а для создания звука лазерных выстрелов в шоу он ударил по телефонному столбу кувалдой, а затем добавил высокий тон и убрал низкий.
В 1963 году Беркос стал президентом Ассоциации звукорежиссёров кино («Motion Picture Sound Editors») и отработал в этой должности до 1966 года. В это время он боролся за признание заслуг звукорежиссёров перед кинематографом, эти выполняющие огромную работу в фильмах зачастую даже не упоминались в титрах. Он добивался их права стать полноправными членами академий кино и телевидения и получить признание за свою работу на экране и за его пределами. В 1996 году он был награждён премией «За достижения всей жизни» от «Motion Picture Sound Editors» — той самой организации, которую он помог создать. Был голосующим членом жюри Оскара. В течение многих лет Беркос вёл семинары в киношколах в рамках образовательной программы Академии кинематографических искусств и наук.
Питер Беркос ушёл из профессии звукорежиссёра в 1987 году, но стал писателем-романистом, опубликовав свои книги, научно-фантастический роман «Tpito the Third Twin» (2007) и детектив «The Double Double Cross» (2013), свои тексты считал очень визуальными: «В кино, когда режиссер хочет, чтобы вы испытали определенную эмоцию, он может сделать это с помощью музыки. В литературе я делаю это с помощью слов». В возрасте 100 лет написал мемуары «Виньетка моей жизни: Книга 2».
В последние годы жил в Ранчо-Бернардо, к северу от мегаполиса Сан-Диего, Калифорния, где 15 августа 2022 года встретил своё столетие.
Беркос умер в Ранчо-Бернардо 2 января 2024 года в возрасте 101 года. Его запомнили как «маэстро звуковых эффектов Universal Pictures» и «чемпиона мира среди звукорежиссёров».

## Личная жизнь
Брак Беркоса с Салли Энн был счастливым, он часто и с любовью говорил о своей жене. В 2000 году он овдовел. После кончины жены им был составлен и самостоятельно опубликован сборник произведений своей покойной жены «Reflections and Memoirs of Sally Ann Berkos». Брат-близнец Питера, Пол, умер в 2020 году в возрасте 97 лет. Питера пережили его дети Питер и Линда; внуки Кристина, Синди, Питер, Энтони, Бет и Томми; правнуки Эшли, Кейтлин, Гэбби, Энтони-младший, Кристин, Натан и Кэти; и праправнуки Уэйлон, Санни, Окли и Барретт.

## Фильмография
- 1985 «В ночи»
- 1981 «Времена года»
- 1979 «Бак Роджерс в XXV веке»
- 1978 «Звёздный крейсер „Галактика“»
- 1977 «Удар по воротам»
- 1975 «Великий Уолдо Пеппер»
- 1975 Гинденбург
- 1973 «Афера»
- 1970 «Аэропорт»
- 1969 «Милая Чарити»
- 1968 «Блеф Кугана»
- 1958 «Печать зла»
- 1957 «Тэмми и холостяк»
- 1956 «Тварь ходит среди нас»